# Établissements Soyer & Cie.

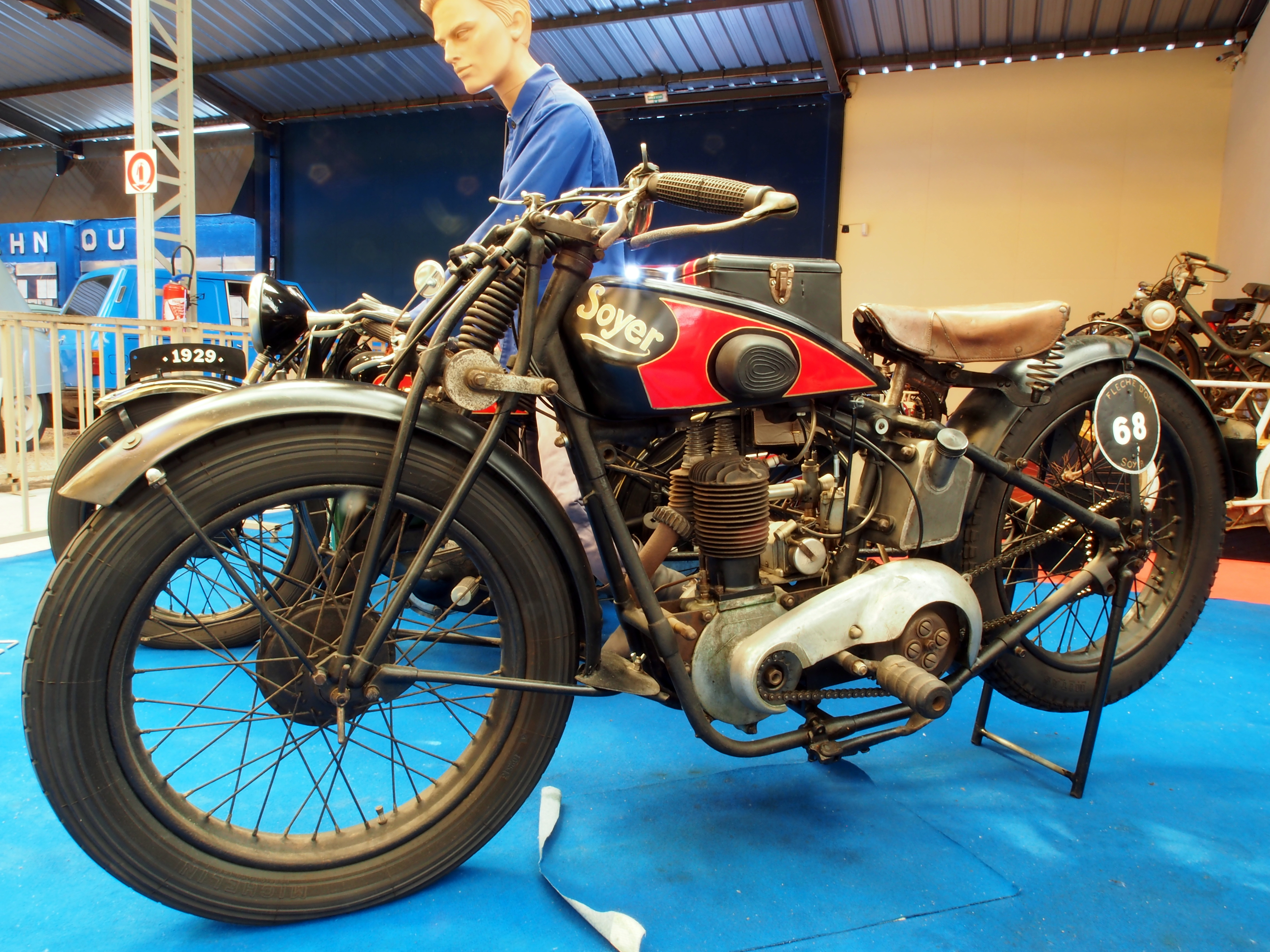
Soyer O-7 von 1928

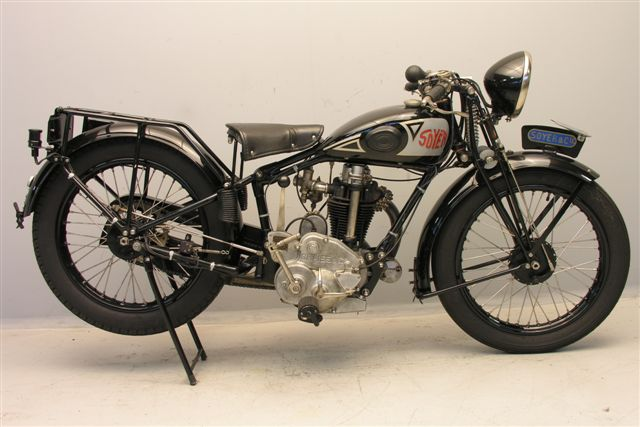
Soyer SC von 1930

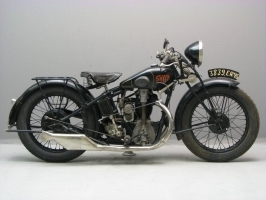
Soyer O-11 von 1934

Établissements Soyer & Cie. war ein französischer Hersteller von Motorrädern.

## Unternehmensgeschichte
Die erste Erwähnung der Unternehmensgründung findet sich im Mai 1920 als La Société de Constructions Méchanique des Etablissement Soyer mit Sitz in Colombes, 116 rue Paris mit einem Kapital von 700.000 Francs mit einer Verkaufsstelle in Paris, 204 boulevard Pereire. Das Unternehmen stellte zunächst 2-Gang-Getriebe für den französischen Motorradhersteller DFR her. Im September 1920 findet sich der erste Hinweis auf ein eigenes Motorrad, das unter der Marke Soyer & Clapson verkauft wurde. Mit diesem Motorrad nahmen die Werksfahrer Lezin und Sexe an der Tour de France im Februar 1921 teil. Bei den seinerzeit in Frankreich sehr populären Langstreckenrennen wie der Tour de France, Paris-Les Pyrenées-Paris, Six Jours d’Hiver, Paris–Nice–Paris finden sich Hinweise auf zahlreiche sportliche Erfolge der Werksfahrer Bignon, Favard, Sexe und Lezin.
Die Weltwirtschaftskrise 1929 hatte für Soyer gravierende Auswirkungen. Die Société de Constructions Méchanique des Etablissement Soyer musste 1930 in Folge des wirtschaftlichen Einbruchs ihre Insolvenz erklären. Henry Soyer gründete daraufhin eine neue Gesellschaft, die Société Nouvelle de Motos Soyer zunächst am alten Sitz in Colombes. Der Sitz der Gesellschaft wurde im Mai 1932 verlegt nach Levallois-Perret, 69 de la route de la Révolte. Henry Soyer stellte die Produktion von Motorrädern 1935 ein. Die Restbestände an Motorrädern wurden vom Ets. Dolobelle verkauft.
1937 wurde das Unternehmen aufgelöst.

## Fahrzeuge
Soyer begann seine Produktion im Jahre 1920 mit dem Typ 2,5 HP. Dieses Motorrad war mit einem selbst entwickelten, getrenntgeschmierten Zweitaktmotor mit 250 cm³ Hubraum, einem Soyer-2-Gang-Getriebe und einem Riemenantrieb ausgestattet. Dieses Motorrad war in drei Ausführungen erhältlich: Das Modele Sport hatte ein einfaches 2-Gang-Getriebe ohne Kupplung und Kickstarter, die Schmierung erfolgte anfangs noch über eine Handpumpe. Das Modele de Luxe hatte eine graissage automatique (Druck über das Kurbelgehäuse mit einem Rückschlagventil) sowie eine Kupplung. Das Modele Dame war technisch mit dem Modele de Luxe identisch, hatte aber einen Rahmen mit Durchstieg. Diese ersten Modelle wurden ab 1925 mit einem Sackzylinder als 3 HP ausgeliefert.
Im Jahr 1926 wurde erstmals das Modell 175 angeboten, mit einem eigenen Zweitaktmotor mit 175 cm³ und automatischer Getrenntschmierung über eine Ölpumpe von Gurtner Micro sowie einem 3-Gang-Getriebe und Riemenantrieb.
Ab 1928 kamen im Modell B-7 (anfangs mit der Modellbezeichnung „Fleche Bleu“) der 175-cm³-Zweitaktmotor sowie das 3-Gang-Getriebe des Modells 175 zum Einsatz, allerdings mit einem neuen Rahmen und einem Sekundärantrieb über Kette.
Ebenso wurden ab 1928 eigene Einzylinder-Motoren mit 350 und 500 cm³ mit einer technisch aufwendigen Ventilsteuerung über Tellernocken (ACT – arbre à cames en tête) eingesetzt. Dieser Ventiltrieb beruhte auf einem Patent des britischen Ingenieurs Slater, das in Rennmotorrädern des britischen Herstellers Chater-Lea eingesetzt wurde und das Henri Soyer 1928 zur Verwendung in seinen Motorrädern lizenziert hatte. Die Ventilsteuerung erfolgte über eine Antriebswelle mit Kegelrädern an der Kurbelwelle (im Prinzip wie eine Königswelle), die Steuerung von Ein- und Auslassventil erfolgte über Tellernocken und Kipphebel. Die Modelle waren O-8 (350 cm³, separates Getriebe), O-9 (350-cm³-Blockmotor), O-10 (465-cm³-Blockmotor) und O-11 (465 cm³, separates Getriebe). Das Modell mit dem 350-cm³-ACT-Motor war ab 1930 auch als O-8 Supersport erhältlich, das Dank optimierter Steuerzeiten eine Spitzengeschwindigkeit von 130 km/h erreicht haben soll. ab 1929 war die O-10 mit einem Zylinderkopf mit zwei Auslasskanälen ausgestattet, ebenso wie das Modell O-10B. Die Modellpalette umfasste später auch noch das Modell 0-11A, das ab Werk mit einem Bernadet-Seitenwagen angeboten wurde.
Ab 1927 wurden jedoch auch Einbaumotoren zugekauft. Zunächst handelte es sich nur um Einzylindermotoren des Herstellers J.A.P. Als erstes Modell mit einem JAP-Motor wurde 1927 das Modell O-7 in die Modellpalette aufgenommen, zunächst unter der Modellbezeichnung „Fleche d'Or“. In den folgenden Jahren kamen dann Seitenventil-Motoren mit 250 cm³ (Modell B-8, anfänglich mit der Modellbezeichnung „Fleche d'Argent“), und 500 cm³ (Modell O-7-5) zum Einsatz, ebenso der 350-cm³-OHV-Motor (culbute) beim Modell O-7C. Das Modell O-7C/2 war ab 1929 mit dem Zylinderkopf mit zwei Auslasskanälen erhältlich. Das 1929 eingeführte Modell SS verfügte – anders als die O-Modelle, die einen Doppelschleifenrahmen (double berceau) hatten – nur über einen Einrohrrahmen ähnlich wie die Modelle B-7 und B-8 und war wie das Modell O-7 mit einem J.A.P.-SV-Motor mit 350 cm³ Hubraum ausgestattet.
Nach der der Weltwirtschaftskrise geschuldeten Insolvenz der Etablissement Soyer Anfang 1930 und der Neugründung der Novelle Societe du Moto Soyer im Herbst 1930 wurde die Modellpalette um das Modell SC erweitert. Dieses wurde von einem 350-cm³-OHV-Blockmotor des Herstellers Chaise angetrieben. Das Modell SC verfügte über den identischen Einrohrrahmen wie die SS. Im Jahre 1931 wurde das Modell SC bereits nicht mehr im Produktionsprogramm geführt.
Ab Mitte 1931 verbaute Soyer neben den Einbaumotoren von J.A.P. auch Einzylinder-Motoren des britischen Motorenherstellers Sturmey-Archer. Das Modell Soyer SA hatte einen 350-cm³-SV-Motor, das Modell Soyer SA-5 war mit dem 500-cm³-SV-Motor ausgestattet. Beide Modelle waren auch mit den entsprechenden OHV-Motoren erhältlich (Soyer SAC und Soyer SAC5). Diese Modelle hatten einen Doppelschleifenrahmen, der eine höhere Steifigkeit gegenüber den einfacheren Rahmen der Modelle SC und SS gewährleistete. Die OHV-Versionen wurden auch häufig und mit Erfolg im Rennsport eingesetzt.
Um in dem Massensegment der BMA-Motorräder (Bicyclette Moteur Auxiliaire, deutsch Fahrrad mit Hilfsmotor) Fuß zu fassen, startete Soyer 1932 noch das Modell V-2 mit Zweitaktmotoren mit 98 cm³ Hubraum des Herstellers Aubier & Dunne, dies konnte allerdings den seit 1933 erfolgenden langsamen Abstieg des Unternehmens auch nicht mehr aufhalten. Im Jahre 1935 stellte Soyer seine Motorradproduktion ein.
In einer Anzeige des Unternehmens aus den frühen 1930er Jahren sind die folgenden Modelle genannt:
- B-7: eigener Zweitaktmotor mit 175 cm³
- B-8: J.A.P.-SV-Viertaktmotor mit 250 cm³
- S-S: J.A.P.-SV-Viertaktmotor mit 350 cm³
- S-C: Chaise-OHV-Blockmotor mit 350 cm³
- S-C-²: Chaise-OHV Double Port Blockmotor mit 350 cm³
- O-7: J.A.P.-SV-Viertaktmotor mit 350 cm³
- O-7-C: J.A.P.-OHV-Motor mit 350 cm³
- O-7-5: J.A.P.-SV-Motor mit 500 cm³
- O-8: eigener ACT-Motor mit 350 cm³
- O-10²: eigener ACT-Blockmotor mit 500 cm³
- O-11: eigener ACT-Motor mit 500 cm³

Cecil Williams siegte 1931 beim 500-cm³-Rennen um den Großen Preis von Frankreich in Montlhéry. Sein Motorrad hatte einen Motor von Sturmey-Archer mit 498 cm³ Hubraum (Modell SAC5).